# Salyan (stad in Azerbeidzjan)
Salyan is een stad in Azerbeidzjan en is de hoofdplaats van het district Salyan.
De stad telt 36.800 inwoners (01-01-2012).